# Jan Paweł Woronicz

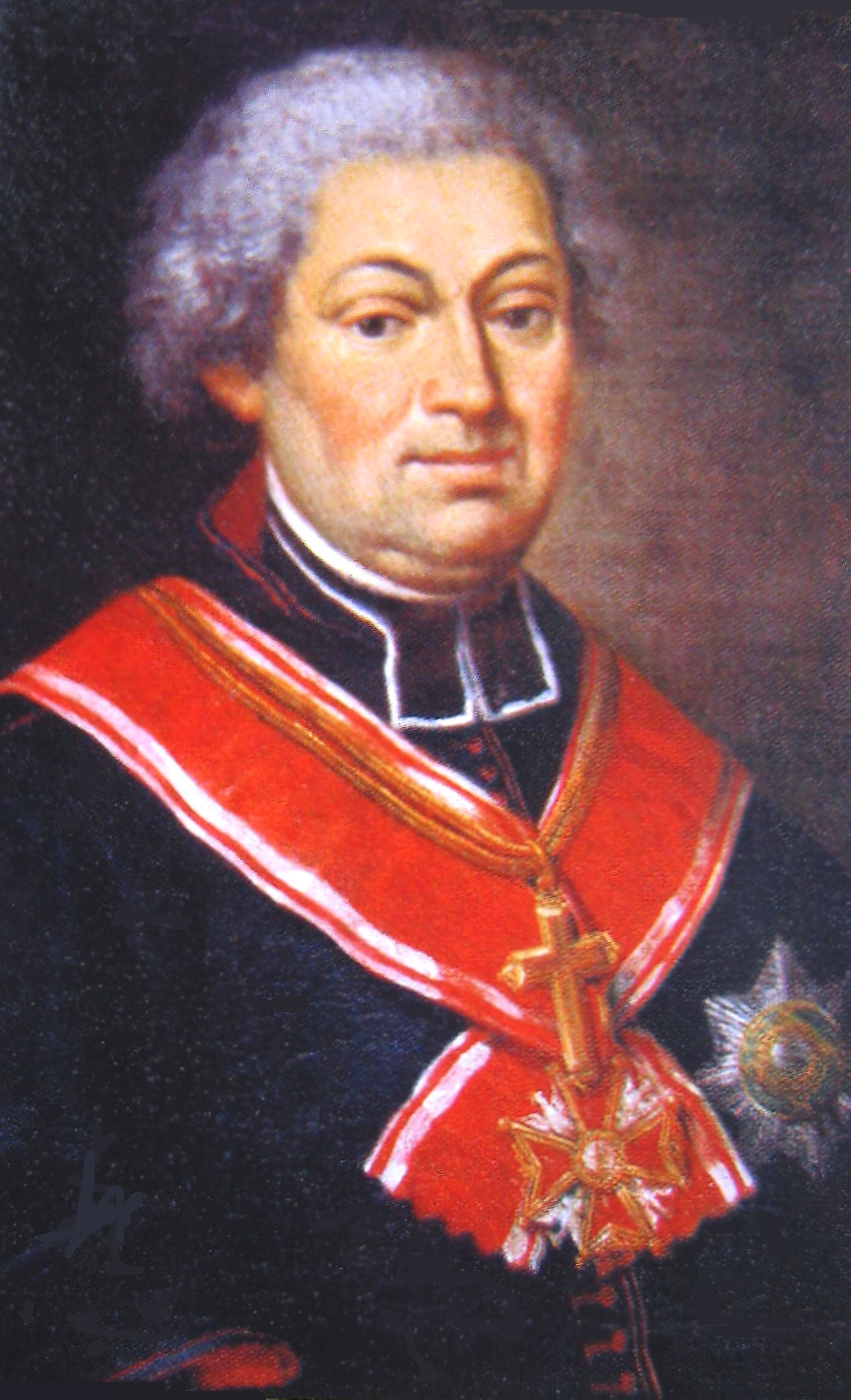
Jan Paweł Woronicz

Jan Paweł Woronicz (dt. Johann Paul Woronicz [vɔ'rɔnitʃ]; * wahrscheinlich am 28. Juni 1757 in Tajkury oder Brodów bei Ostróg in Wolhynien; † 7. Dezember 1829 in Wien) war ein katholischer Geistlicher im Königreich Polen, Jesuit, Prediger, Bischof, Dichter und Politiker.

## Leben

### Kindheit und Familie
Ort und genaues Datum seiner Geburt sind nicht bekannt, weil die Dokumente darüber die Wirren der Zeit nicht überstanden. Allgemein nimmt man Tajkury, wo das Schlösschen seines Vaters steht, als Geburtsort an. Neben dem 28. Juni 1757 wird in den Quellen auch der 6. Juli 1757 als sein Geburtsdatum angegeben, der jedoch sein Taufdatum sein dürfte.
Jan Woronicz war ein Sohn des adeligen Peter Woronicz aus dessen Ehe mit Magdalena geb. Jackowska aus dem Hause Kmita, einer der ältesten Familien Polens. Jan besuchte die Jesuitenschule in Ostróg. Früh zeigte sich seine dichterische Begabung bei Stegreifversen für verschiedene Gelegenheiten. Er schrieb seine ersten Idyllen. Die Jesuiten führten ihn auch an die geistliche Berufung heran.

### Studium
Noch in Ostróg trat er am 5. September 1770 in den Jesuitenorden ein, wo er ein zweijähriges Noviziat absolvierte und danach ein einjähriges Studium der Rhetorik. Da der Orden jedoch 1773 aufgelöst wurde, setzte er seine Priesterausbildung erst später (1783–1784) auf herkömmlichem Wege am Hl.-Kreuz-Seminar in Warschau fort. Dieses wurde vom Orden der Missionare (lat.: Congregatio Missionis) geführt, die ihn nach Auflösung seines Ordens aufgenommen hatten. Woronicz wurde am 20. Mai 1784 zum Diakon und am 5. Juni 1784 zum Priester geweiht. Danach studierte er Rechtswissenschaften an der Akademie zu Wilna. Dort erwarb er den Titel „Doktor beider Rechte“, d. h. Doktor des weltlichen und kirchlichen Rechts.

### Ämter und Tätigkeit

#### In Polen-Litauen
Im Jahr 1777 arbeitete er als Elementarlehrer an derselben Schule, die er als Schüler besucht hatte. Nach Aufhebung des Ordens kam er für knapp vier Jahre ins Kloster der Missionare in Warschau. Währenddessen wurde er häufig als Seelsorger in den Bistümern Chełm und Kiew eingesetzt. Auf diesen Dienstreisen lernte er einflussreiche Leute kennen, was seine Karriere förderte. Ab 1781 hielt er sich in Warschau und Osieck bei Pfarrer Jędrzej Reptowski (Pfarrer in Osieck, Domherr in Posen) auf. So lernte er u. a. den Bischof von Posen und Warschau Antoni Okęcki und den Bischof Matthias Garnysz kennen, der Bischof von Chełm und zugleich Vizekanzler der Krone war.
Der erste verschaffte ihm noch drei Monate vor seiner Priesterweihe (am 5. Juni 1784) die infulierte Propstei von Liwa, während er mit dem zweiten in die direkte Umgebung des Königs von Polen Stanislaus August Poniatowski gelangte. Dieser wurde auf Woronicz spätestens dann aufmerksam, als jener während des vierjährigen Sejm (1788–1792) in der Kommission für religiöse Angelegenheiten arbeitete und geistreiche politische Flugschriften publizierte. Daneben schrieb er Reden für die Bischöfe Kasper Cieciszowski und Matthias Garnysz. Noch 1784 wurde Woronicz zum Domkapitular von Kiew bestellt. 1791 hatte ihn der neue Bischof von Chelm zum Auditor seiner Kurie ernannt. 1794 wurde er dort Domherr. Während des Kościuszko-Aufstandes arbeitete er in der „Ordnungskommission des Herzogtums Masovien“. Am 12. März 1795 wurde er Domkapitular in Warschau, im November 1797 Domkapitular in Breslau.

#### Im Herzogtum Warschau
1800 trat J.P. Woronicz als Gründungsmitglied der „Gesellschaft der Wissenschaftsfreunde“ (poln.: Towarzystwo Przyjaciół Nauk) bei. Aber noch im selben Jahr zog er sich vorübergehend aus der kirchlichen Hierarchie und dem aktiven politischen Leben zurück, um sich als Pfarrer in Kazimierz Dolny niederzulassen. Dort trat er mit der Magnatenfamilie Czartoryski in Verbindung, die im nahe gelegenen Puławy residierte. Damals schrieb er sein bekanntestes Gedicht „Die Sybille“, das er Fürstin Izabela Czartoryska widmete. Hier entstand auch „Der Reichstag von Wislica“.
Die napoleonische Zeit hatte ihn aus seinem selbst gewählten Exil in Kazimierz herausgerissen, wo er seine Trauer über den Niedergang und die Teilung Polens auf seine Art literarisch verarbeitete. 1803 ließ er sich auf die Pfarrei in Powsin (bei Warschau) versetzen, um zwar nicht mitten im hauptstädtischen Geschehen zu sein, aber die Hand am Puls zu halten. Dieses Pfarramt hatte er offiziell bis 1815 inne. Dort ließ er das Pfarrhaus mit Fresken und Bildern verschönern und einen großen Obstgarten voller nationaler Symbole und mit einer Grotte anlegen. Hier schrieb er 1805 seinen „Hymnus an Gott“. 1810 initiierte er die Gründung einer Schule und des Sozialzentrums.
In der Zeit des Herzogtums Warschau war er 1806 Mitglied der Kriegs- und Verwaltungskammer (poln.: Izba Wojenno-Administracyjna) und seit 1808 Mitglied des Staatsrats (poln.: Rada Stanu). 1810 wurde er zum Mitglied der „Sektion für Innere Angelegenheiten und Religiösen Kultus“. 1812 trat er der Generalkonföderation des Königreichs Polen (poln.: Konfederacja Generalna Królestwa Polskiego) bei, die die formelle Wiederherstellung des Königreichs Polen auf seinen ehemaligen und nun von napoleonischen Armeen kontrollierten Gebieten erfolglos forderte. Nach dem Rückzug Napoleons und angesichts der Okkupation des Großherzogtums durch Russland wurde die Generalkonföderation am 30. April 1813 offiziell aufgelöst. Nach dem Tod des Kriegsministers (und faktischen Staatschefs) Fürst Poniatowski in der Völkerschlacht bei Leipzig und der Verbannung Napoleons waren die Träume von der Wiedererstehung Polens zwar zerbrochen, aber nicht vergessen.

#### In Kongresspolen
Im Ergebnis des Wiener Kongresses entstand ein sogenanntes Königreich Polen (sog. Kongresówka), das aus einem Großteil der Gebiete des napoleonischen Satellitenstaats Herzogtum Warschau (bis auf Großfürstentum Posen und Republik Krakau) bestand und Russland zugeschlagen wurde. Kongresspolen war im Inneren zwar weitgehend autonom, stand aber in Personalunion mit Russland. Zar Alexander I. schätzte als aufgeklärter Monarch und erklärter Panslawist den gleichgesinnten Geistlichen. So wurde Woronicz von ihm 1815 zum Bischof von Krakau und Senator des Königreichs Polen ernannt. Nach zwölfjährigem Wirken in Krakau, wo er sich als Kunstmäzen einen Namen machte, wurde er 1827 Erzbischof von Warschau, Metropolit und Primas des Königreichs Polen. 1828 wurde er Mitglied des „Parlamentarischen Tribunals“ (poln.: Sąd Sejmowy), der Staatsfeinde aburteilen sollte. Als Primas von Polen leitete er am 24. Mai 1829 die Krönungsfeier des Zaren Nikolaus I. zum König von Polen am Königsschloss zu Warschau. Der Imperator setzte sich allerdings die Krone selbst auf.
Da sich sein hohes Alter geltend machte und ein älteres Leiden immer bedenklicher auftrat, schickten seine Ärzte ihn zur Kur in die böhmischen Bäder, die er aber ungeheilt verließ, um den Rat der Wiener Ärzte einzuholen. Über Regensburg fuhr er nach Wien, wo er in der Nacht zum 7. Dezember 1829 starb. Sein Leichnam wurde nach Krakau gebracht und dort in der Wawel-Kathedrale am 7. Januar 1830 beigesetzt. Sein Begräbnis wurde zu einer großen nationalen Demonstration.

## Schaffen
Als Dichter an der Schwelle vom Klassizismus zur Romantik stehend, verfasste er Idyllen, Lieder sowie Gelegenheitsdichtungen und verarbeitete in seinen Epen patriotisch angehauchte Stoffe aus der polnischen Geschichte. Sein Werk kann als Bindeglied gelten zwischen der antike Motive behandelnden Literatur der polnischen Adelsrepublik und dem polnischen Messianismus des 19. Jahrhunderts, als Polen von den Landkarten verschwand. Als Geistlicher und Schriftsteller steht er in der Tradition der Jesuiten. Er galt unbestritten als der beste Redner und Prediger seit Piotr Skarga (1536–1612) in Polen seiner Zeit.

### Werke (Auswahl)
- Wiersz na pokoje nowe w zamku krolewskim  (1786), dt.: Gedicht auf die neuen Gemächer im Königsschloss
- Zjawienie Emilki (1796/97), dt.: Die Erscheinung Emiliens (Idylle)
- Świątynia Sybilli (1801), dt.: Die Sybille (Gedicht)
- Rozprawy o pieśniach narodowych...  (1803, 1806, 1810), dt.: Abhandlungen über Volkslieder
- Assarmot (1805, Elegie)
- Hymn do Boga (1805), dt.: Hymnus an Gott
- Kazanie przy uroczystym poświęceniu orłów i chorągwi... (1807), dt.: Predigt zur Weihe von Adlern und Fahnen...
- Przemowa przy spuszczeniu do grobu zwłok księcia Józefa Poniatowskiego... w Warszawie (1817), dt.: Ansprache zur Beisetzung von Fürst Józef Poniatowski in Warschau
- Przemowa przy złożeniu do grobu śmiertelnych zwłoków... Tadeusza Kościuszki... (1818), dt.: Ansprache zur Beisetzung von Tadeusz Kościuszko
- Pisma... wierszem i prozą t. 1–5 (1825), dt.: Schriften in Versen und Prosa

## Auszeichnungen und Ehrungen
- Zar Alexander I. verlieh ihm 1816 den Sankt-Stanislaus-Orden 1. Klasse.[3]
- 1829 bekam er vom Zar Nikolaus I. den Weißen Adlerorden verliehen.[4]

Nach ihm ist u. a. jene Straße in Warschau-Mokotów benannt, wo das polnische Staatsfernsehen TVP seinen Sitz hat.

## Kritische Würdigung
Zur Beurteilung von J. P. Woronicz gehören sein Wirken als Priester, als Dichter und als Politiker.
Als Priester wird ihm allgemein eine vorbildliche Ausübung seiner Pflichten bescheinigt, obwohl er nach damaligem Brauch von vielen Titularämtern (Pfründen) profitierte. Er war weder machtbesessen noch bot seine Moral Grund zur Kritik. Seine Predigten und Ansprachen fesselten seine Zuhörer und boten ihnen Sinndeutung in einer schweren Zeit. Er trug wesentlich dazu bei, dass Polen trotz des Verlusts seiner Staatlichkeit seine Identität bewahren und nach dem Ersten Weltkrieg wieder entstehen konnte. Seine hohen Ausgaben für Kunst dienten weniger dem leeren Prunk als der Erinnerung an nationale Tugenden und die ruhmreiche Geschichte Polens. Leider sind fast keine jener Werke, die er in Auftrag gab, erhalten. Als Bischof von Krakau richtete in seinem Bischofspalast ein öffentlich zugängliches Museum ein, das er mit vielen nationalen Heiligtümern und Erinnerungsstücken füllte.
Als Dichter traf er den Geschmack seiner Zeitgenossen, bleibt jedoch nach heutigen Maßstäben zeitgebunden. Trotz seines meisterlichen Umgangs mit der polnischen Sprache waren nicht alle seiner Werke originell. Seine Sprache unterscheidet sich vom heutigen Polnisch erheblich, was eine Rezeption erschwert. Es entgehen uns vor allem Wortspiele und Allusionen, die seinen Zeitgenossen geläufig waren. Auch ist die Kenntnis der nationalen Mythen wie auch der Details der Geschichte nötig, damit die Bilder ihre Kraft entfalten. Oft greift er auf christlich-religiöse Motive zurück. So vermittelte er den Polen das Gefühl, in einer Art Bündnis mit Gott zu sein. Gott werde Polen für besondere Aufgaben benutzen, aber auch für Untaten und Sünden bestrafen. So sei die Teilung Polens eine Strafe für den moralischen Niedergang des Landes und die Auflösung des Jesuitenordens. Dagegen habe das Kongresspolen die Aufgabe, Russland zu zivilisieren.
Erst wenn man um diese seine Überzeugung weiß, kann man seine Kooperationsbereitschaft mit dem zaristischen Regime richtig beurteilen. Zunächst blieb seine Politik nicht ohne Erfolge: Polen genoss zuerst eine weitgehende Autonomie und auch die sterblichen Überreste der Nationalhelden Kościuszko und Poniatowski konnten offiziell ins Land geholt werden. Allerdings wurde sein Panslawismus, wie auch sein späteres politisches Wirken, sehr hart kritisiert. Er glaubte, dass die polnische Nation nur durch tugendhaftes Leben und bedingungslose Hinwendung zu Gott an der Seite eines starken Russlands zu seiner Souveränität und alten Größe wiederfinden könne. Aber der polnische Patriotismus definiert sich bis heute durch den Antagonismus mit Russland, was Woronicz’ Verpönung im wiedergeborenen Polen zwischen den Weltkriegen und auch nach 1989 erklärt. Vor dem Fall des Eisernen Vorhangs galt er sogar als Symbol der polnisch-russischen Freundschaft. Da er mit solchen Inhalten assoziiert wurde, verwundert es nicht, dass 1969 in „seiner Straße“ das polnische Staatsfernsehen TVP angesiedelt wurde.